# (42747) Fuser
(42747) Fuser est un astéroïde de la ceinture principale.

## Description
(42747) Fuser est un astéroïde de la ceinture principale. Il fut découvert le 21 septembre 1998 à Pianoro par Vittorio Goretti. Il présente une orbite caractérisée par un demi-grand axe de 3,15 UA, une excentricité de 0,14 et une inclinaison de 0,6° par rapport à l'écliptique.

## Compléments